# Grupo de Artillería de Montaña 5

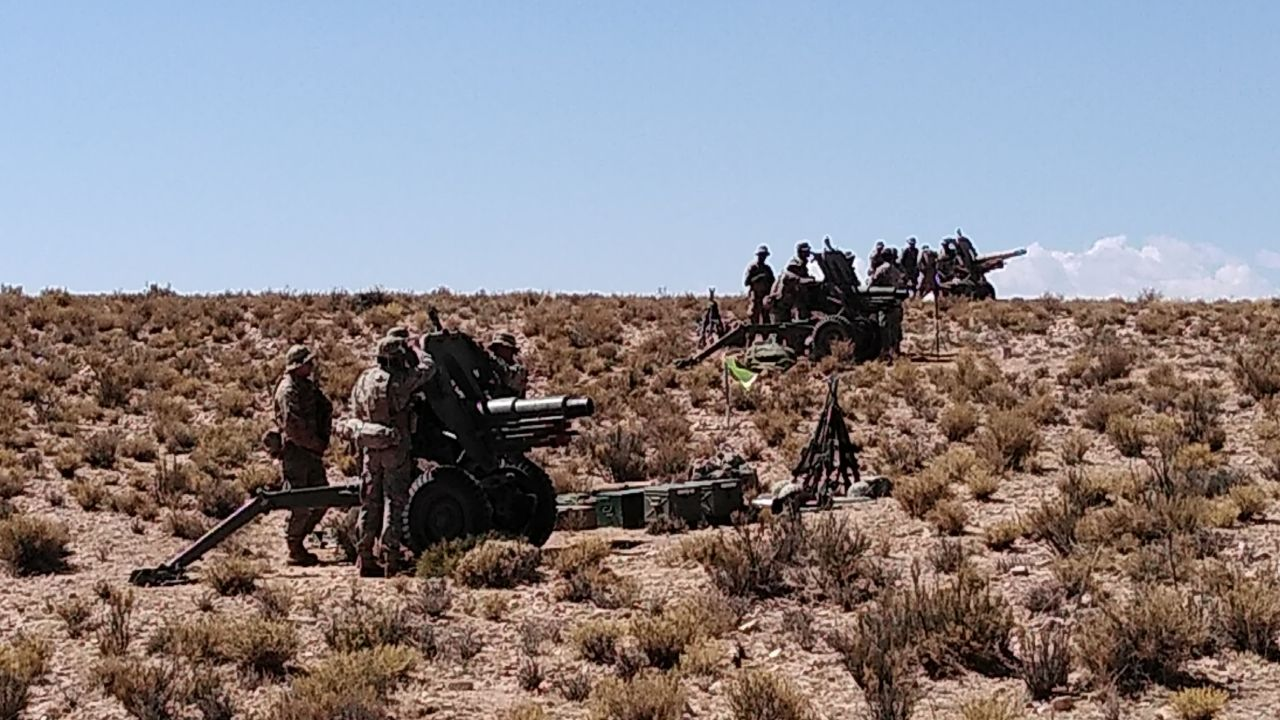
Personal militar del GAM 5 con los cañones.

El Grupo de Artillería de Montaña 5 "Capitán Felipe Antonio Pereyra de Lucena" (GAM 5) es una unidad de artillería del Ejército Argentino con asiento de paz en Jujuy y con dependencia orgánica de la V Brigada de Montaña.

## Historia
La unidad fue creada el 21 de mayo de 1898.
En 1978, la unidad logró una marca mundial de fuego en altura al efectuar cinco disparos de OTO Melara Modelo 56 desde el Chañi.
El 6 de noviembre de 2014, la V Brigada de Montaña compartió una ascensión con la I División de Ejército del Ejército de Chile. Se trató de un hecho sin precedentes que procuró fomentar la amistad entre las dos naciones. Se hizo cima en el cerro Zapaleri (5650 m s. n. m.), el cual constituye un punto trifinio entre la Argentina, Bolivia y Chile. El Regimiento de Infantería de Montaña 20 y el Grupo de Artillería de Montaña 5 tomaron parte en la cordada.

## Nombre histórico
El nombre histórico homenajea al capitán Felipe Pereyra de Lucena, quien fuera el primer oficial de artillería del Ejército del Norte muerto en combate.

## Organización
- Jefe del Grupo de Artillería de Montaña 5 (J GAM 5)
  - Plana Mayor (Pl My)
  - Batería de Artillería «A» (Ba A A)
  - Batería de Artillería «B» (Ba A B)
  - Batería Comando y Servicios (Ba Cdo Ser)

## Apoyo a la comunidad
En 2020 la unidad de artillería brindó apoyo a la comunidad junto a la gran unidad de combate participando del esfuerzo de ayuda humanitaria de las Fuerzas Armadas de la Nación desplegado durante la pandemia de COVID-19 en la Argentina.